# 1938 chez Disney
Cet article présente la liste des évènements de la Walt Disney Productions ayant eu lieu en 1938.

## Résumé
La dessinateur Manuel Gonzales, entre comme artiste dans le service publicité de Disney en 1938,. Il dessinera et encrera les planches hebdomadaires de Mickey Mouse du milieu des années 1940 jusqu'à sa retraite en 1981,.

## Événements

### Janvier
- 2 janvier 1938, Leopold Stokowski livre les partitions pour la musique de L'Apprenti sorcier, future séquence de Fantasia (1940)[3]
- 4 janvier 1938, Sortie du Mickey Mouse L'Équipe de Polo[4]
- 9 janvier 1938, Début de l'enregistrement de la musique de L'Apprenti sorcier, future séquence de Fantasia (1940)[3]
- 9 janvier 1938, Naissance de Robert F. Brunner, compositeur[5]
- 21 janvier 1938, Début du travail d'animation de L'Apprenti sorcier, future séquence de Fantasia (1940)[3]

### Février
- 24 février 1938, Première nationale de Blanche-Neige et les Sept Nains au Royaume-Uni au New Gallery Cinema[6]
- 25 février 1938, Sortie du Mickey Mouse Constructeurs de bateau[7]

### Avril
- 1er avril 1938, Sortie de la Silly Symphony Moth and the Flame[8],[9]
- 5 avril 1938, Première de Blanche-Neige et les Sept Nains au Canada[10]
- 12 avril 1938, Avant première de L'Apprenti sorcier, future séquence Fantasia (1940)[11]
- 15 avril 1938, Sortie du Donald Duck Les Neveux de Donald[12]

### Mai
- 4 mai 1938, Première de Blanche-Neige et les Sept Nains en France[10]
- 6 mai 1938, Sortie du Mickey Mouse La Remorque de Mickey[13]
- 8 mai 1938, Disney crée Creazioni Walt Disney S.A.I en Italie pour gérer les droits de Topolino, sa première société de gestion de droits à l'international[14].
- 20 mai 1938, Annonce de la création du département des maquettes pour les personnages d'animation, dans le cadre de la production de Pinocchio (1940)[15]
- 26 mai 1938, Première de Blanche-Neige et les Sept Nains en Belgique[10]
- 27 mai 1938, Sortie de la Silly Symphony Au pays des étoiles[16],[17]

### Juin
- 10 juin 1938, Roy O. Disney annonce l'achèvement de L'Apprenti sorcier, future séquence de Fantasia (1940)[18]

### Juillet
- 19 juillet 1938, Disney signe un contrat avec le courtier en art Gurthie Couvoisier pour vendre des cellulos[19]
- 29 juillet 1938, Sortie du Donald & Dingo La Chasse au renard[20]

### Août
- 19 août 1938, Sortie du Mickey Mouse Chasseurs de baleines[21]
- 31 août 1938, Walt et Roy Disney déposent un chèque de 10 000 USD pour acheter 51 acres (20,64 ha), première parcelle des Walt Disney Studios de Burbank (Californie[22]

### Septembre
- 9 septembre 1938, Sortie du Mickey Mouse Le Perroquet de Mickey[4]
- 23 septembre 1938, Sortie du Mickey Mouse Le Brave Petit Tailleur[23]
- 29 septembre 1938, Walt Disney Productions absorbe les trois autres sociétés créées en 1929 : Walt Disney Enterprises, Liled Realty and Investment Company et Disney Film Recording Company[19]

### Octobre
- 14 octobre 1938, Sortie de la Silly Symphony Symphonie d'une cour de ferme[24],[25]

### Novembre
- 4 novembre 1938, Sortie du Donald Donald joue au golf[26]
- 11 novembre 1938, Décès de Fred Spencer, animateur[27]
- 25 novembre 1938, Sortie du court métrage Ferdinand le taureau[28],[29]

### Décembre
- 9 décembre 1938, Sortie de la Silly Symphony Les Bébés de l'océan[30]
- 23 décembre 1938, Sortie de la Silly Symphony Mother Goose Goes Hollywood[9]